# Вулиця Кам'янецька (Хмельницький)
Ву́лиця Кам'яне́цька — одна з головних магістралей міста Хмельницького, що пролягає від берегів Південного Бугу до південної околиці міста (мікрорайон Ружична).
Вулицю Кам'янецьку по праву можна було б внести до книги рекордів Хмельницького і причому двічі. По-перше, це найдовша вулиця міста, яка простягнулася майже на 7 км. По-друге, Кам'янецька — найстаріша вулиця міста. Вона існує фактично з моменту виникнення поселення Плоскирів, яке розташувалося на суходолі серед прибузьких боліт.

## Історія
Дорога, що вела з Кам'янця-Подільського на Волинь, перетинала річку Південний Буг саме в районі Проскурова. Частина Кам'янецької дороги стала вулицею поселення, а на місці її перетину з річкою була насипана гребля і побудований міст. Уже на першому відомому плані Проскурова (1800 р.) Кам'янецька чітко позначена як одна з двох існуючих магістралей міста під назвою «Поштова дорога на Кам'янець». Від другої половини XIX століття вулиця вже фігурує як Кам'янецька. У радянські часи не минула вулицю і хвиля перейменувань — з 1925 по 1991 роки вона носила ім'я червоного командира Михайла Фрунзе. У 1991 році вулиці повернута історична назва.
Ближче до річки, в районі перехрестя Кам'янецької та Староміської, де нині височать корпуси кооперативного технікуму та універмагу «Юність», розташовувалися єврейські квартали з одноповерховою хаотичною забудовою. Майже 300 років тому серед тих непоказних будиночків (приблизно на місці технікуму) виділялася дерев'яна споруда заїжджого двору. Подорожні, які проїздили через Плоскирів, зупинялися тут на ніч не тому, що цей двір був найкращим у місті, — просто іншого в той час не існувало. Серед людей, яким довелося ночувати в заїжджому будинку, бували і високоповажні особи. У серпні 1711 році тут зупинявся московський цар Петро I, а в листопаді 1769 р. — командуючий Першою російською армією фельдмаршал Петро Рум'янцев-Задунайський. Неподалік звідси, в будиночку, який так само не зберігся до нашого часу (на його місці — багатоповерхівка № 13), народився та провів дитячі роки художник Георгій Верейський (див. вул. Верейського).
Ще років п'ятдесят тому Кам'янецька виглядала зовсім по-іншому: одно- і двоповерхові будинки щільною забудовою тягнулися по обидва боки вулиці від берегів Бугу до залізничного полотна. Нині збереглася лише незначна частина тих старих будинків, побудованих проскурівським купецтвом наприкінці XIX — початку XX ст.
У 1960-х роках Кам'янецьку (тоді — Фрунзе) цілком перебудували: на місці старих будинків звели п'ятиповерхівки, замість бруківки поклали асфальт, уздовж тротуарів встановили сучасні ліхтарі. Одним із найкращих куточків Кам'янецької стала невелика площа на перетині з вулицею Гагаріна, яку прикрашають пам'ятник Богданові Хмельницькому та споруда обласної філармонії. У другій половині XX століття на цьому місці був величезний пустир, який носив назву Кінна площа, де у ярмаркові дні продавали коней, вози, брички тощо. На початку XX століття площу поступово забудували одноповерховими будинками, проте у 1960 році їх знесли та спорудили просторе приміщення для театру імені Петровського. У 1982 році театр переїхав у нове приміщення, у будівлі розмістилась філармонія. Гордістю філармонії є Державний ансамбль пісні і танцю «Козаки Поділля» (колишня «Подолянка») та концертний зал органної і камерної музики.
Ще з XVIII століття на перехресті Кам'янецької та Подільської сполучалися дві головніші магістралі Проскурова — поштові дороги на Летичів та Кам'янець-Подільський. У XIX столітті вони перетворилися на центральні вулиці — Олександрівську (нині — Проскурівська) і Кам'янецьку. Біля перехрестя розташовувалися церква, базар, в'язниця і повітове казначейство.
1993 року збудували підземний перехід та створили комплекс квіткових та сувенірно-подарункових магазинів. Наприкінці 1990-х років з'явилася споруда Ощадбанку України із загостреним куполом.
25 грудня 2003 року відкрився торгово-готельний комплекс «Либідь-Плаза».

## Стара забудова вулиці

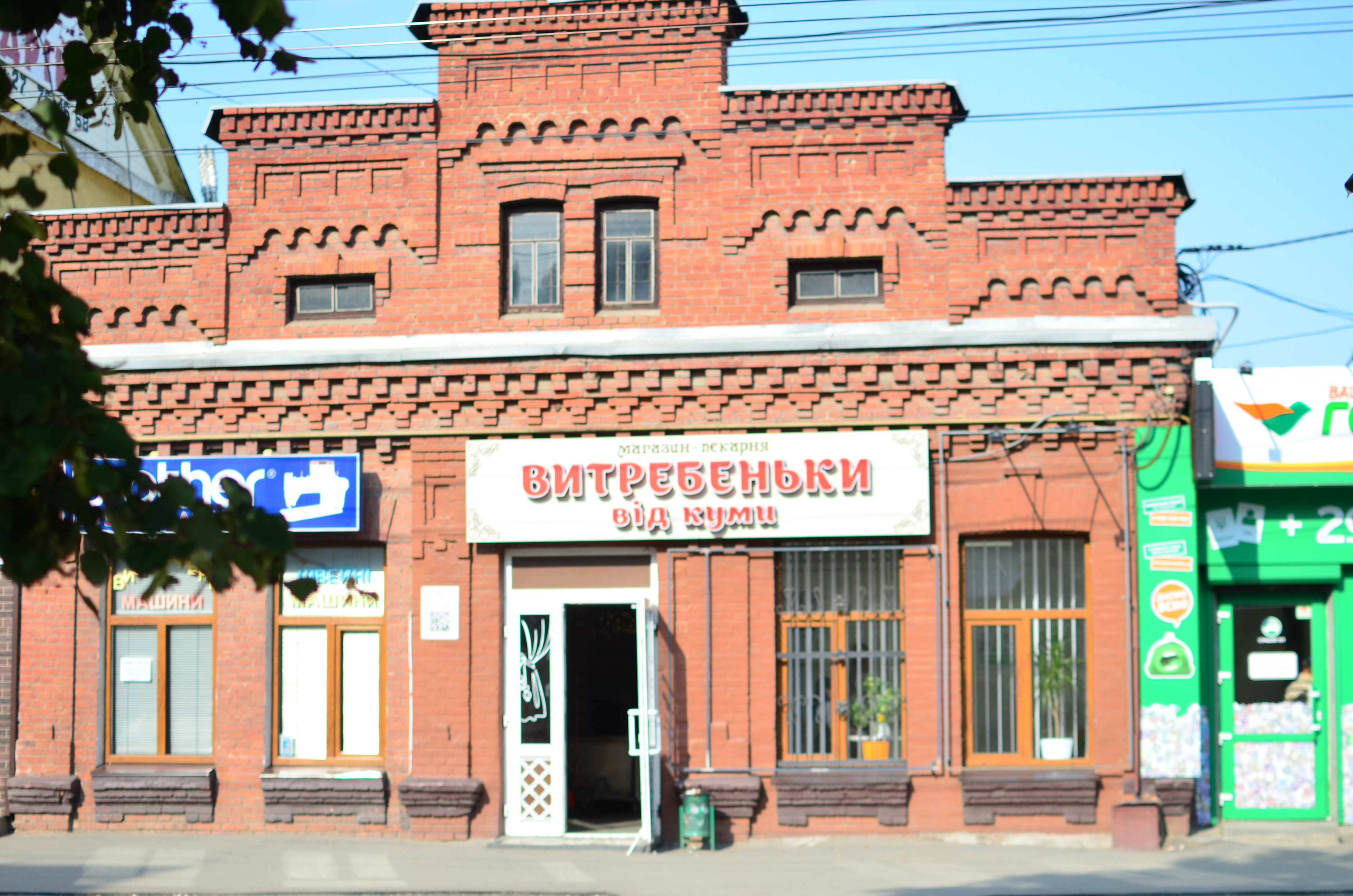
Кам'янецька, 14

- № 14 (житловий будинок купця Епштейна, кінець XIX століття)
- № 16 (будинок купців Грінбергів, кінець XIX століття);
- № 18 (будинок купця Юарсука, кінець XIX століття);
- № 41 («тюремний замок», початок XIX століття; будівля тютюнової фабрики А. Шварцмана, 1889, нині — слідчий ізолятор № 29).

## Розважальні заклади

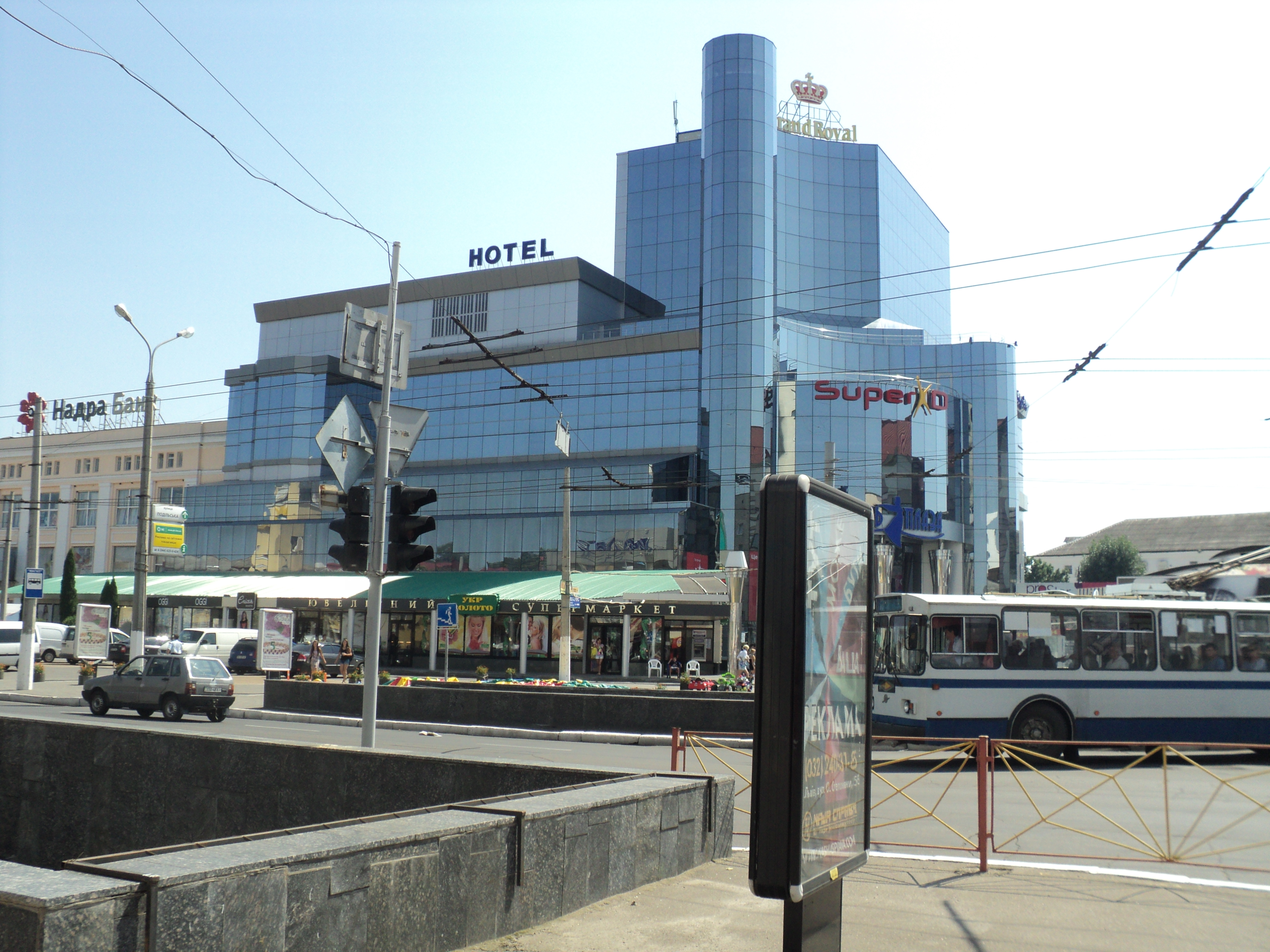
Либідь-Плаза

- Кам'янецька, 17 ТРЦ «Квартал» (відкритий у 2017 році)
- Кам'янецька, 21 Торгівельно-розважальний та готельний комплекс «Либідь-Плаза» (відкритий 25 грудня 2003 року)[1].

## Медичні заклади
- Кам'янецька, 94 Хмельницька міська дитяча поліклініка, Хмельницька обласна дитяча лікарня.

Комплекс медичних закладів. Розташований за військовим кладовищем. Спочатку, в 1966 р. було завершено будівництво лікарняних корпусів, в які перевели стаціонар обласної дитячої лікарні (заснована у 1958 році, перший головний лікар — заслужений лікар України В. Бех) та поліклініку міської дитячої лікарні. Згодом, наприкінці 1980-х років, тут здали в експлуатацію приміщення обласної стоматологічної поліклініки.
- Кам'янецька, 94/1 Хмельницька обласна стоматологічна поліклініка.

## Заклади освіти

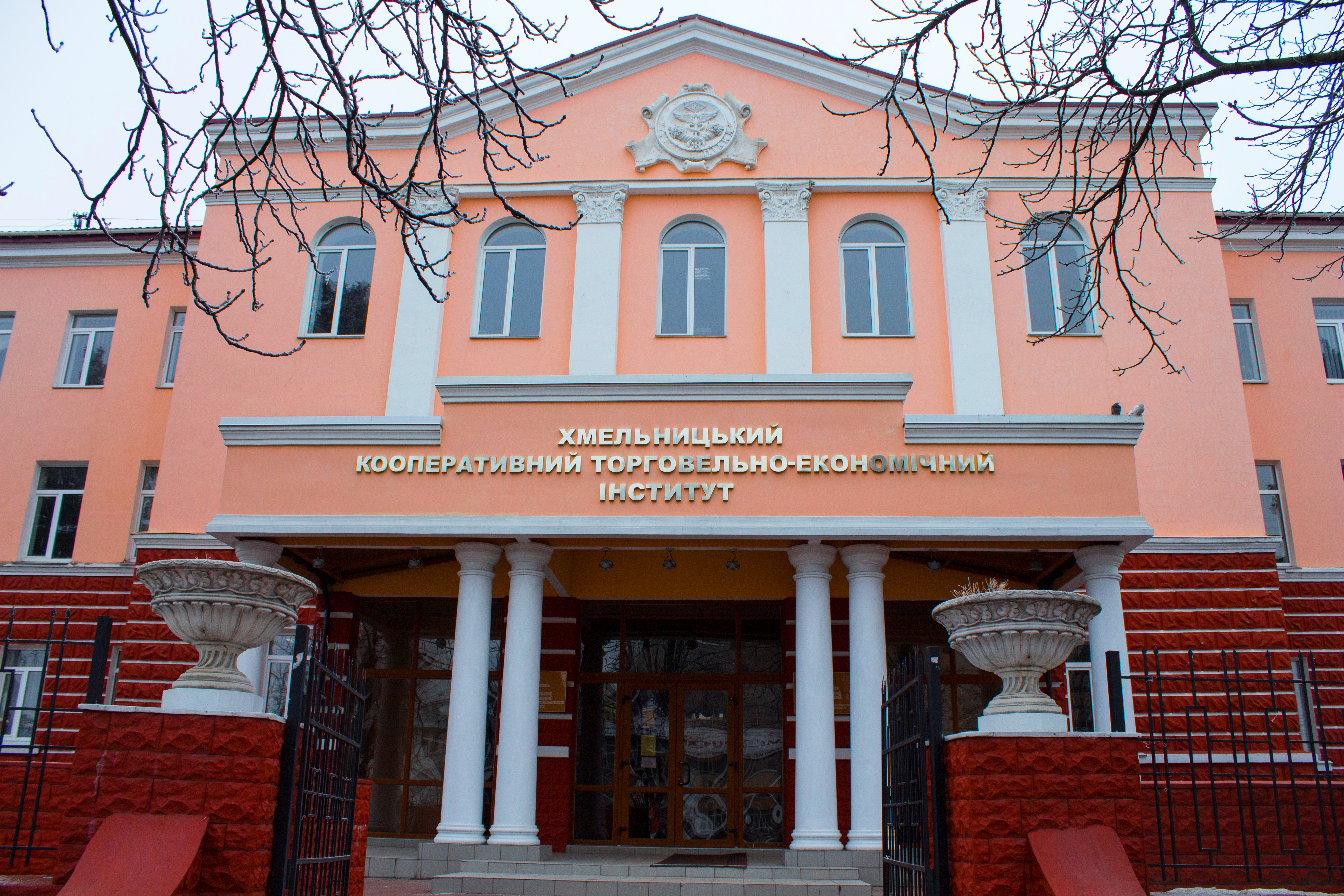
Хмельницький кооперативний торгівельно-економічний інститут

- Кам'янецька, 3 — Хмельницький кооперативний торговельно-економічний інститут

Історія кооперативної освіти Хмельниччини сягає 1920-х років, коли на Поділлі інтенсивно відроджувався кооперативний рух. Зростаюча потреба споживчих товариств у кваліфікованих фахівцях зумовила відкриття у 1922 році Кам'янець-Подільського кооперативного технікуму. У навчальному закладі здійснювалась підготовка фахівців для системи губернської спілки (об'єднувала споживчу кооперацію сучасних Хмельницької, Вінницької, Одеської областей). У 1935 році через прикордонне положення Кам'янця-Подільського технікум передислоковано до міста Одеси. У Кам'янці-Подільському у 1935—1941 роках працював лише курсовий комбінат; після закінчення Другої світової війни, у 1945—1946 роках, — навчально-курсовий комбінат з підготовки фахівців масових кооперативних професій. У 1946 році комбінат за рішенням правління Хмельницької облспоживспілки було перепрофільовано в Кам'янець-Подільську кооперативну школу, на базі якої у серпні 1957 року, за рішенням Укоопспілки, відкрито кооперативний технікум (вул. Огієнка, 28). Оскільки матеріально-технічна база установи недостатньо відповідала вимогам до підготовки висококваліфікованих фахівців, правлінням Хмельницької облспоживспілки ухвалюється рішення про будівництво технікуму в обласному центрі. У серпні 1959 року, після спорудження навчального корпусу в м. Хмельницькому на вул. Кам'янецькій, 3, навчальний заклад із Кам'янця-Подільського передислоковано за новою адресою і перейменовано на Хмельницький кооперативний технікум..
- Кам'янецька, 65/1  — заклад дошкільної освіти № 18 «Зіронька».
- Кам'янецька, 114 — Хмельницький торговельно-економічний коледж Київського національного торговельно-економічного університету[3]. Державний заклад вищої освіти І рівня акредитації, заснований у 1965 році, з 1997 року — структурний підрозділ Київського національного торговельно-економічного університету.
- Кам'янецька, 159/2  — Хмельницький економічний університет[4]. Приватний заклад вищої освіти III рівня акредитації. Заснований у 1992 році.

## Підприємства

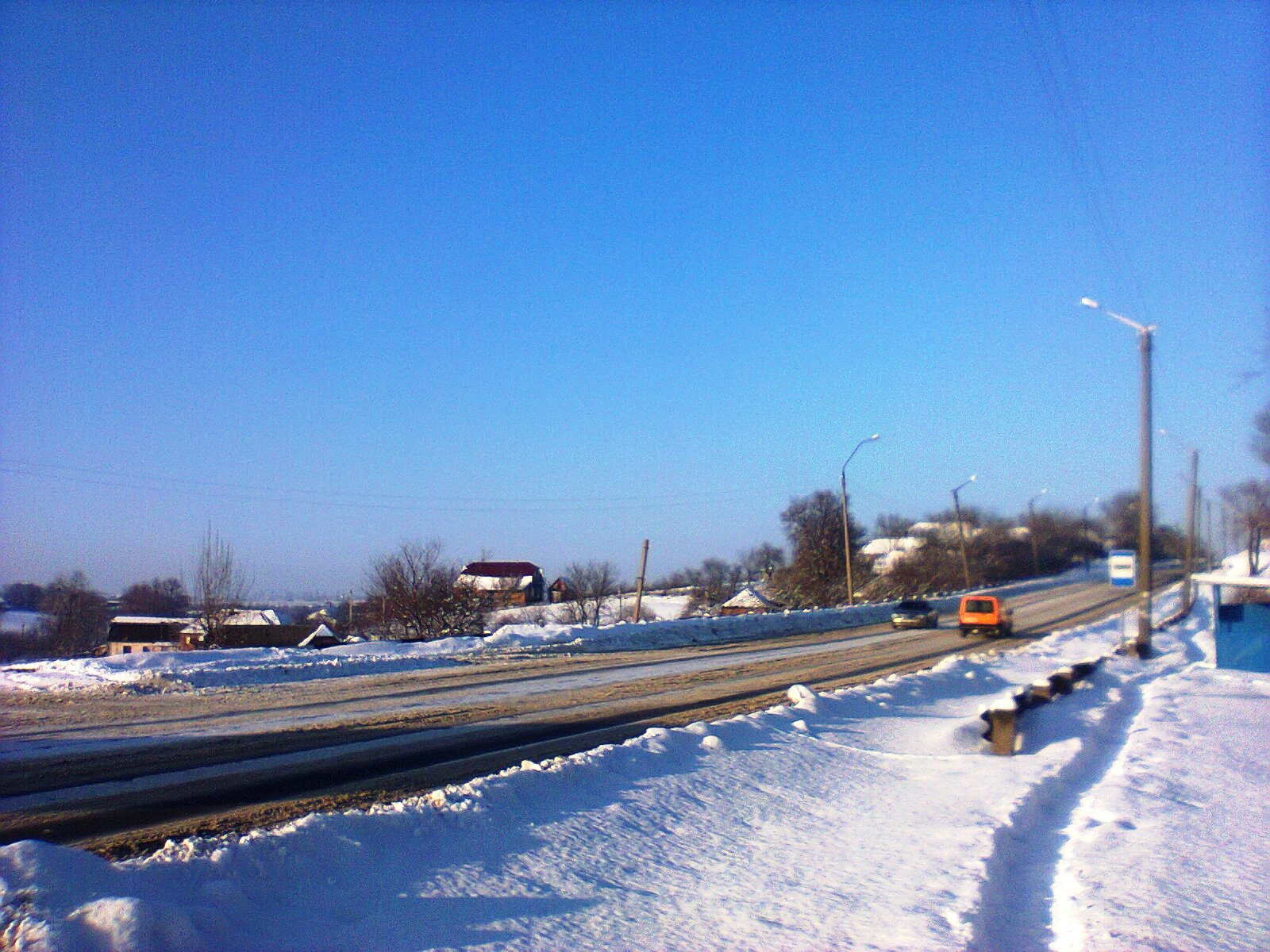
Вулиця в мікрорайоні Ружична

- Кам'янецька, 11/24 — Хмельницька трикотажна фабрика
- Кам'янецька, 161 — Завод будівельних матеріалів (цегельний завод). Підприємство засноване купцем Шльомою Гальперіним в 1899 році і мало назву «цегельний, кахельний та черепичний завод». У 1904 році на заводі працювало 155 осіб, діяли дві гофманові печі, один прес для цегли і два для черепиці, виготовлялося до трьох мільйонів штук цегли на рік. У 1921 році радянська влада завод націоналізувала, і він одержав назву «Державний керамічний завод». Майже до початку 1930-х років це підприємство залишалося ледве не єдиним на все Поділля, котре мало механічне устаткування з виробництва цегли. У післявоєнні роки на заводі, що вже називався цегельно-черепичним, провели корінну реконструкцію: тут встановили нове обладнання, організували потокові лінії, побудували потужні випалювальні печі. Виробництво зросло майже в чотири рази і до 1962 року досягло 43 млн штук цегли за рік. Нині підприємство має назву ТДВ «Хмельницький завод будівельних матеріалів», основною продукцією залишається цегла. До наших днів збереглися деякі будівлі (адміністративний корпус та ін.) старого заводу.

## Пам'ятні знаки

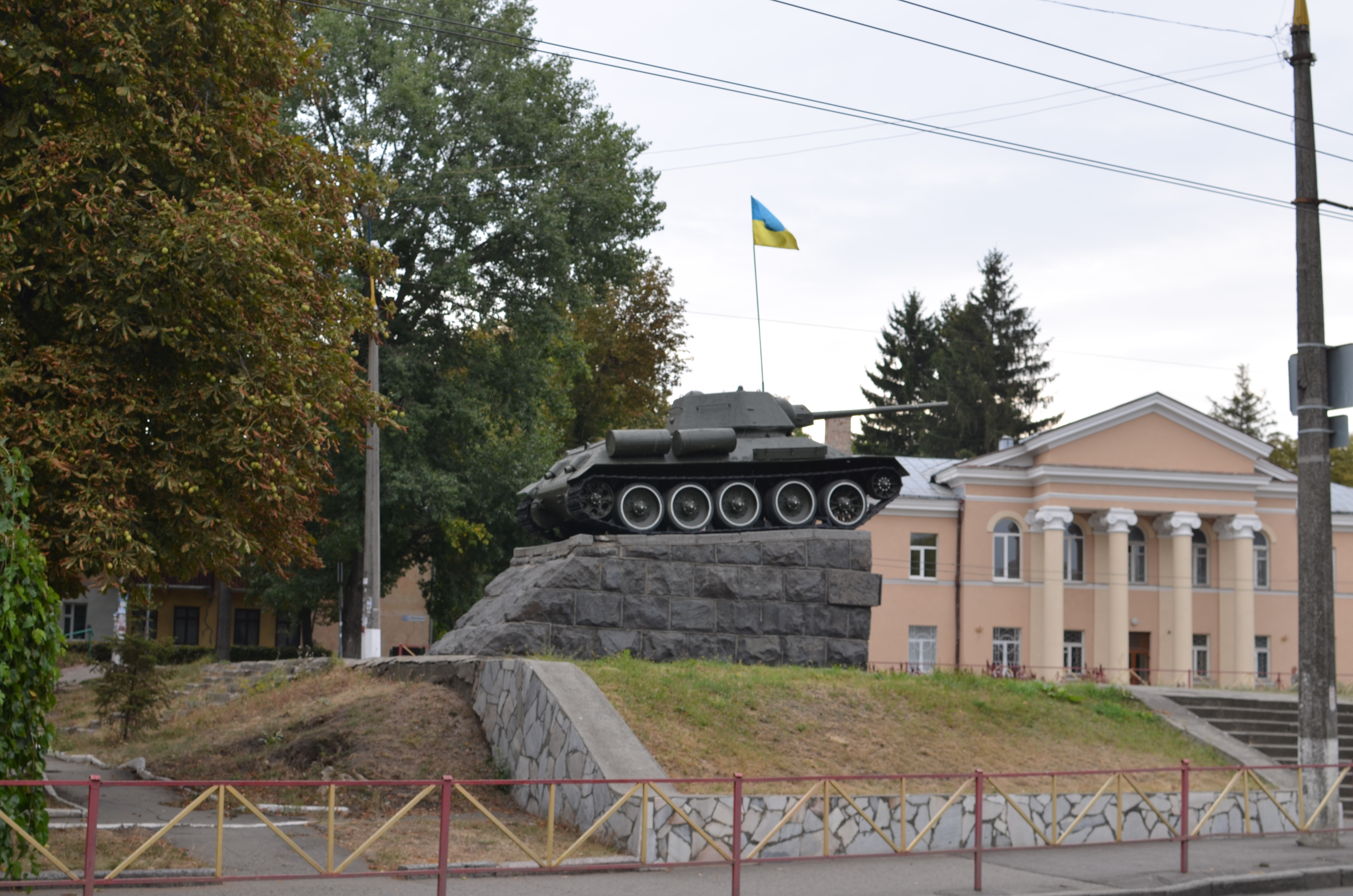
Пам'ятник радянському танку Т-34

- Пам'ятник-танк.

У 1967 році на перехресті вул. Дзержинського та 25 Жовтня (нині — Свободи та Проскурівській) було відкрито пам'ятник-танк на честь військових частин, що звільняли місто від нацистських загарбників та отримали звання «Проскурівських». Наприкінці 1980-х років пам'ятник-танк перенесений на перехрестя вул. Кам'янецької та Г. Сковороди.
- Пам'ятник декабристу Дунцову-Вигодовському. Розташований у мікрорайоні Ружична.

## Цікаві факти

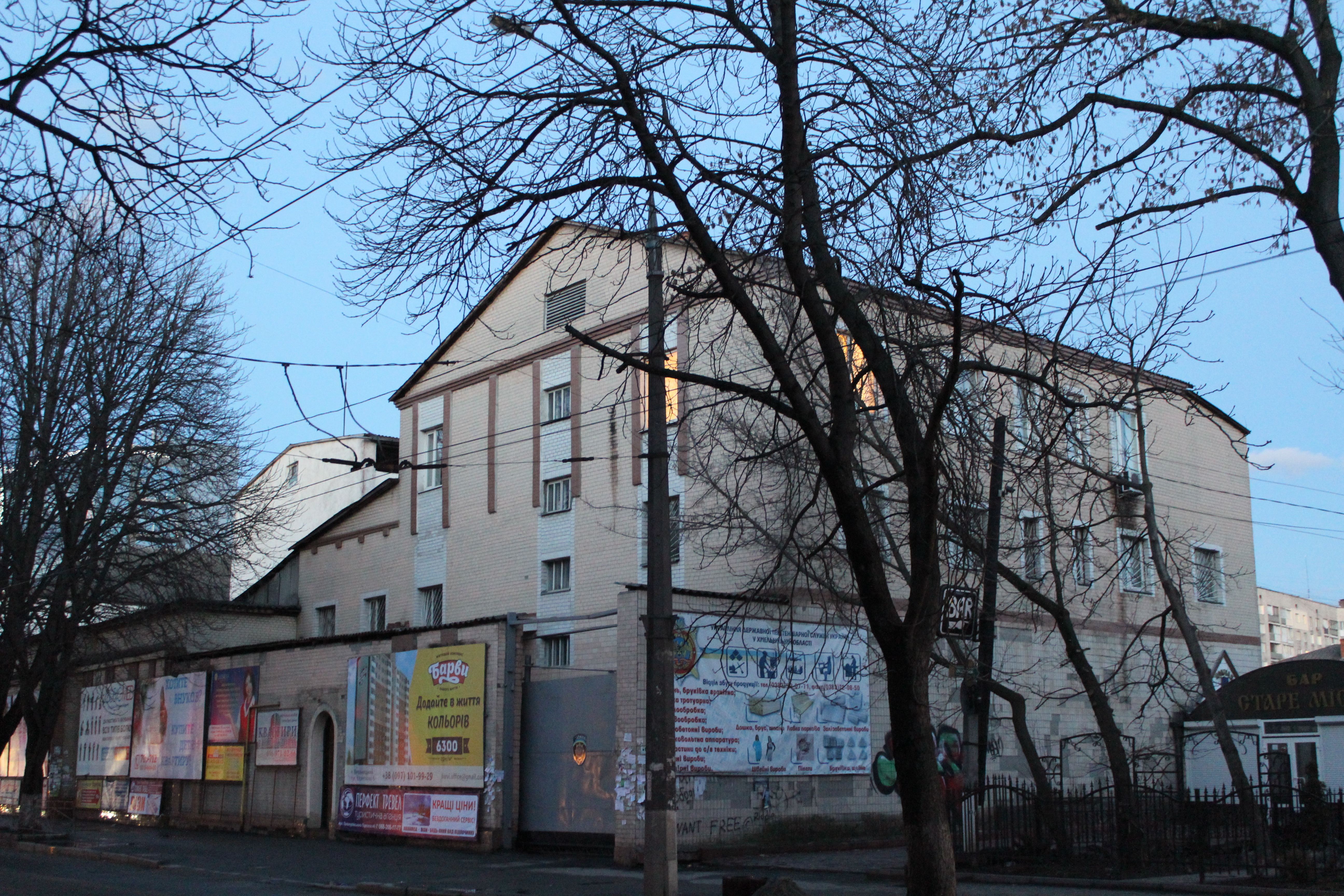
СІЗО № 29

- Кам'янецька, 41 В'язниця (нині — СІЗО № 29). Вже більше двох століть однією із примітних споруд на Кам'янецькій та помітних орієнтирів у самому центрі міста є в'язниця. «Зустрінемося біля тюрми», «на зупинці напроти тюрми», «доїдете до тюрми…» — такі фрази ще й нині доводиться чути у повсякденних розмовах корінних хмельничан. Адже справді, цей будинок (а вірніше, комплекс будинків за високим парканом, що іменується нині — «слідчий ізолятор № 29») відомий усім городянам. Ще у 1795 році при проскурівській «міській ратуші» існував «арештантський будинок», а в перші роки XIX століття згадується вже існування «тюремного замку, що стоїть на Кам'янецькому тракті». Таким чином в'язниця на Кам'янецькій має понад 200-річну історію. Тривалий час проскурівський тюремний замок являв собою одноповерхову кам'яну будівлю з невеличким подвір'ям за високим парканом і приміщенням для тюремної адміністрації. У перші роки радянської влади вирішили позбутися принижуючих людську гідність назв «каторга» і «в'язниця». Замість перших з'явилися табори, а другі замінили Будинки примусової праці (так звані БУПРи). Проскурівський Будинок примусової праці розмістився в старому тюремному замку. У 1925 році його значно збільшили, приєднавши двоповерховий корпус тютюнової фабрики, що стояв поруч. Ця фабрика, побудована у 1889 році, належала місцевому купцю Арону Шварцману і працювала до 1924 року (у кращі свої роки випускала до 2-х тисяч пудів тютюну і 16 тисяч цигарок). Усього за пів року цехи тютюнової фабрики були переобладнанні під камери, а територія в'язниці розширилася до нинішніх розмірів. В післявоєнні роки проскурівська в'язниця передається до відомства УМВС і стає слідчим ізолятором (СІЗО).
- Перший у Проскурові ілюзіон (кінотеатр) з'явився у 1908 році на вулиці Кам'янецькій. Розташовувався він у споруді, яку до цього часу використовували як торгові крамниці і складські приміщення для товарів заїжджих купців (нині на цьому місці чотириповерховий будинок із художніми майстернями та салоном — вул. Кам'янецька, 48). Особливим комфортом перший ілюзіон не визначався: у невеликому залі перед маленьким екраном встановили кілька м'яких крісел і біля десятка дерев'яних лав — от і всі зручності. До того ж порівняно дорогими були квитки — від 80 коп. до 1 крб. 20 копійок (за такі гроші можна було купити 3-4 кг м'яса вищого ґатунку). Але, попри це, успіх кінематографа серед проскурівчан усе-таки виявився грандіозним.
- Перший театр. На Кам'янецькій розташовувався не лише перший ілюзіон, але і перший в Проскурові театр (його будівля була приблизно в районі старого пологового будинку — вул. Кам'янецька, 76). Театр був приватним, відкрився у 1892 році і належав Б. Шильману. Постійної трупи в театрі не було, грали тут винятково приїжджі актори. Шильман фактично був тільки власником приміщення, а зал віддавав в оренду антрепренерам, котрі й організовували гастролі. Що стосується самого приміщення театру на Кам'янецькій — це була дерев'яна необладнана споруда, що відзначалася, за спогадами сучасників, «жахливими протягами». У 1907 році Б. Шильман зводить нову будівлю театру на вул. Олександрівській (нині — Проскурівська), а старе приміщення зносить.

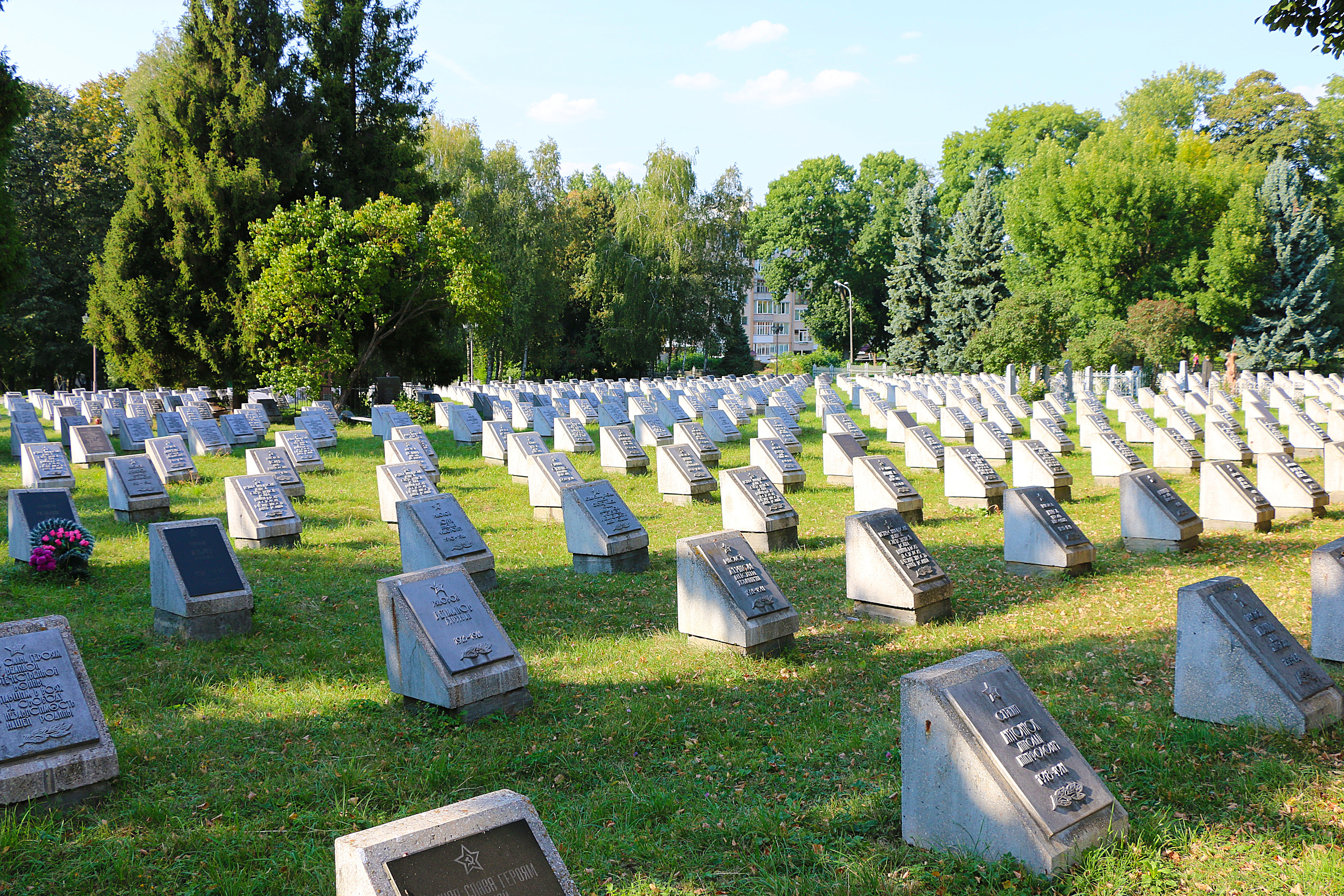
Військове кладовище

- Старий цвинтар. У різні часи на Кам'янецькій розташовувалося три кладовища. Від перших двох не залишилося і сліду, а от останнє, вже майже 40 років закрите для поховань, збереглося до сьогодення і є однією з найцікавіших пам'яток історії міста.
- Перший цвинтар на Кам'янецькій існував наприкінці XVIII — початку XIX століть. Він розташовувався приблизно на місці нинішнього художнього салону і тролейбусної зупинки з баром «П'яте колесо». В ті роки цей район вважався окраїною Проскурова і тому тут відвели ділянку землі для міського єврейського «окопища» (тобто цвинтаря).

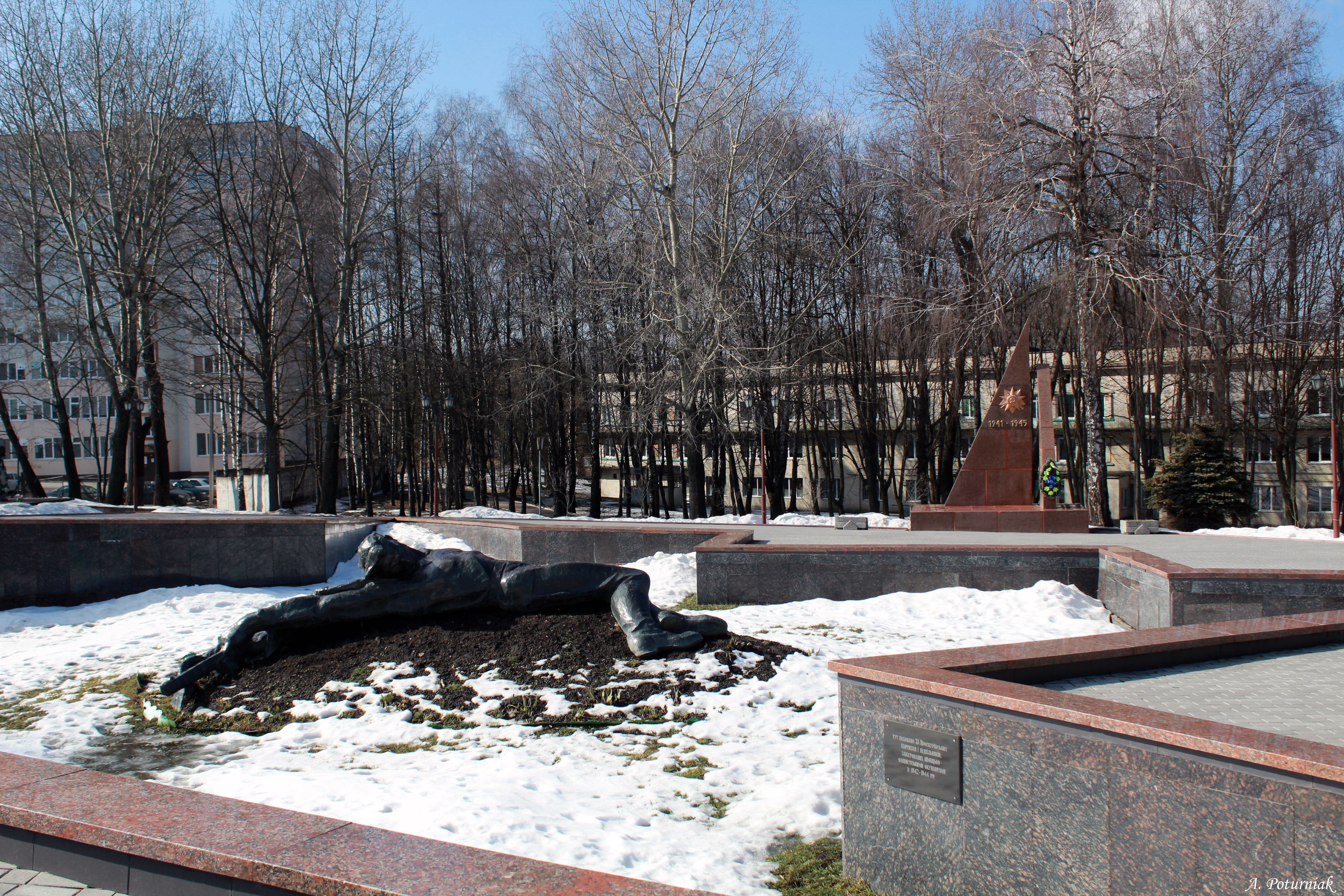
Братська могила радянських воїнів

- Другий цвинтар на Кам'янецькій виник після 1824 року, коли Проскурів, розростаючись, поступово розширював свої межі. «Окопище» виявилося ледве не в центрі міста, і місцева влада закриває його, виділивши для єврейського цвинтаря територію в районі нинішнього перехрестя вулиць Свободи і Водопровідної (тут височить будинок Облдержстандарту). Одночасно вище по Кам'янецькій виділяється земля для міського християнського кладовища. Зараз цього некрополя також не існує — на його місці Свято-Покровський собор та прилеглі будинки.
- Третє, і останнє, кладовище на Кам'янецькій з'явилося у 1870-х роках. Воно зайняло територію понад 6 га відразу за залізничним переїздом. Основний масив цвинтаря простягнувся майже на 700 метрів уздовж Кам'янецької і поділявся на три частини: православну, католицьку і військову (остання сформувалася після звільнення міста у 1944 році). 1985 року на військовому кладовищі відкрито пам'ятник підпільникам, розстріляним у 1943 році, та воїнам, померлим у військових шпиталях, що дислокувалися в місті (скульптор В. Зноба). Крім того, на захід від православної частини, на вулиці Святослава Хороброго, був єврейський сектор, вище якого розташовується ще один масив з сучаснішими, переважно повоєнного часу, похованнями.

## Галерея

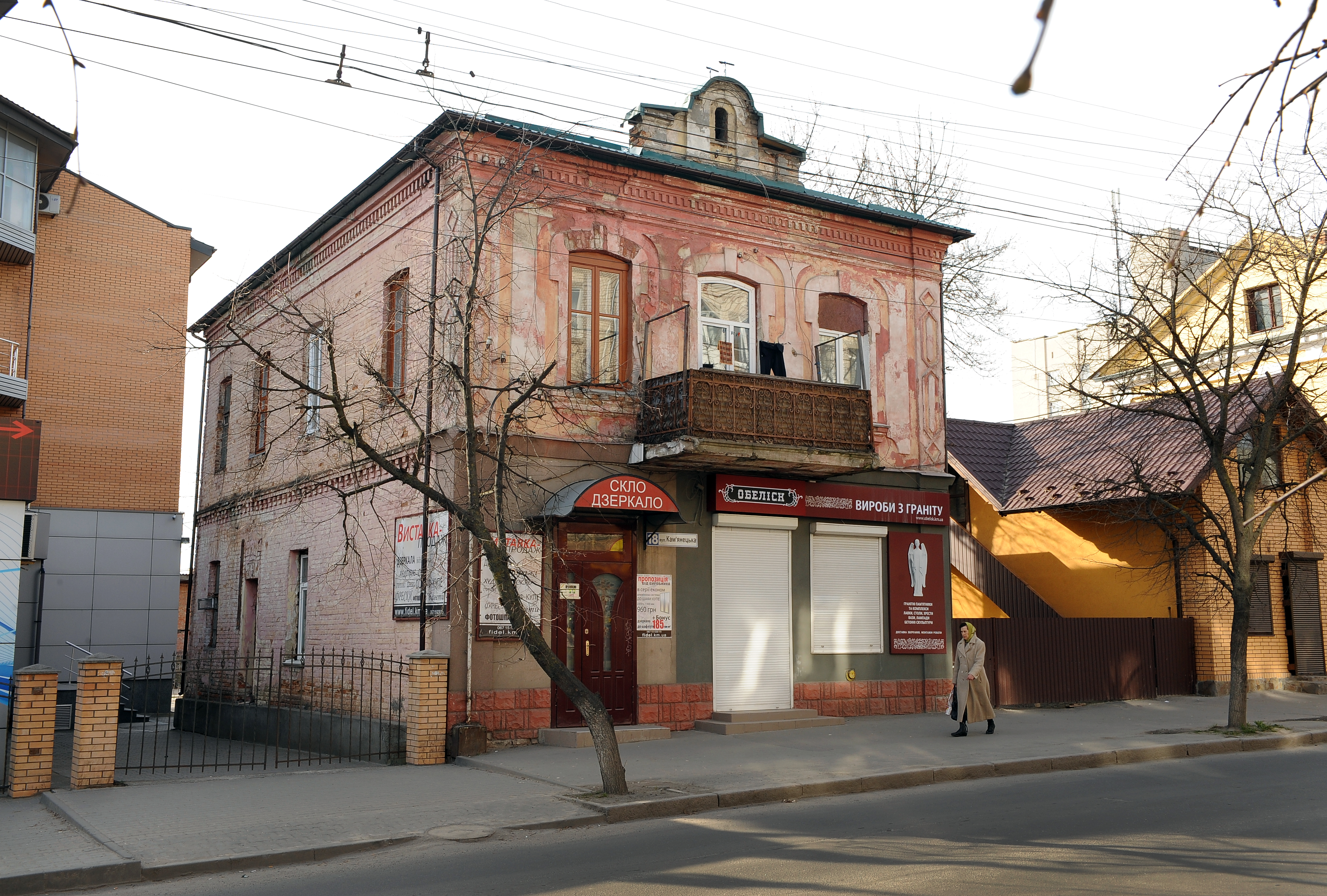
Будинок на вул. Кам'янецькій, 18
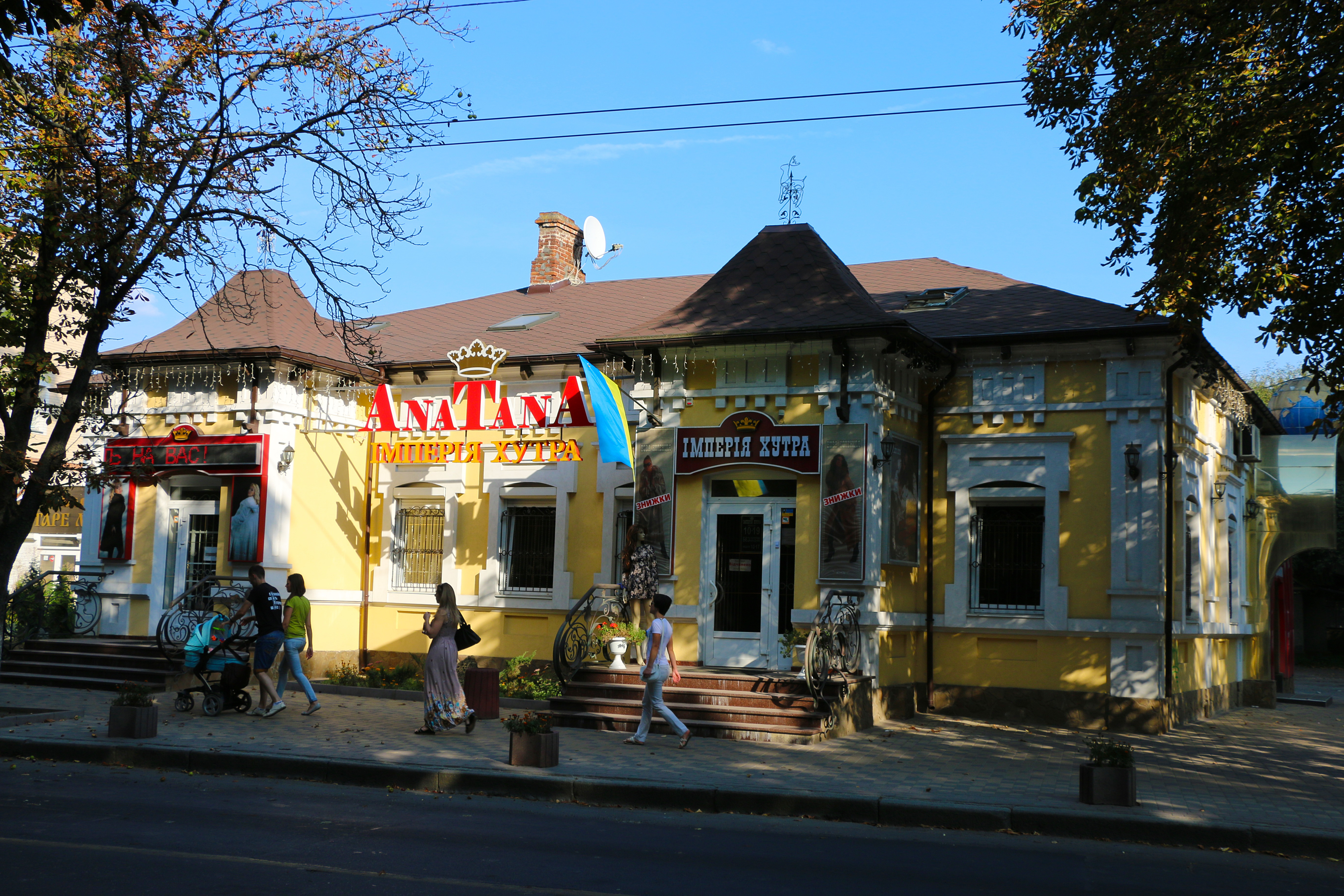
Будинок на вул. Кам'янецькій, 43
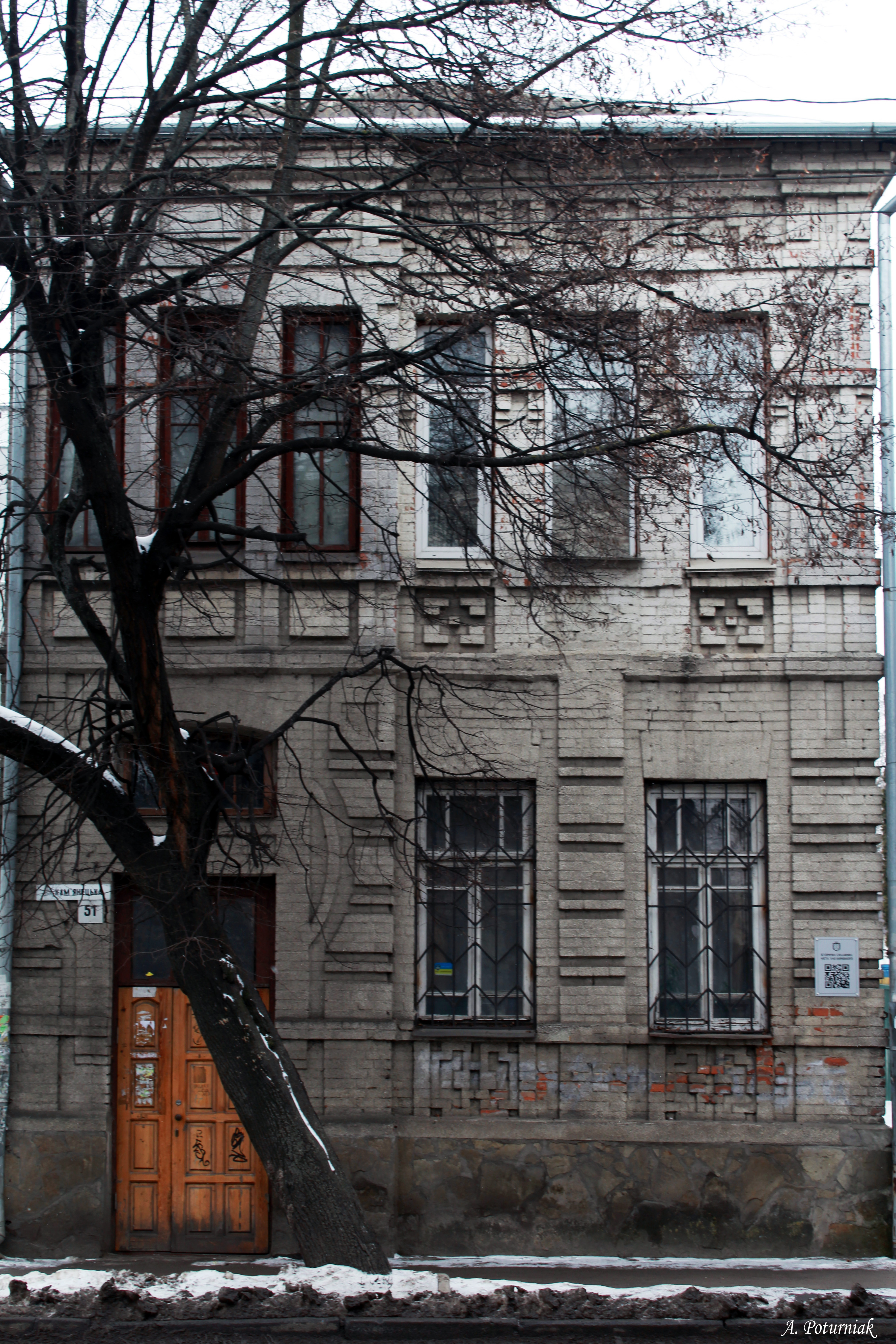
Будинок на Кам'янецькій, 51
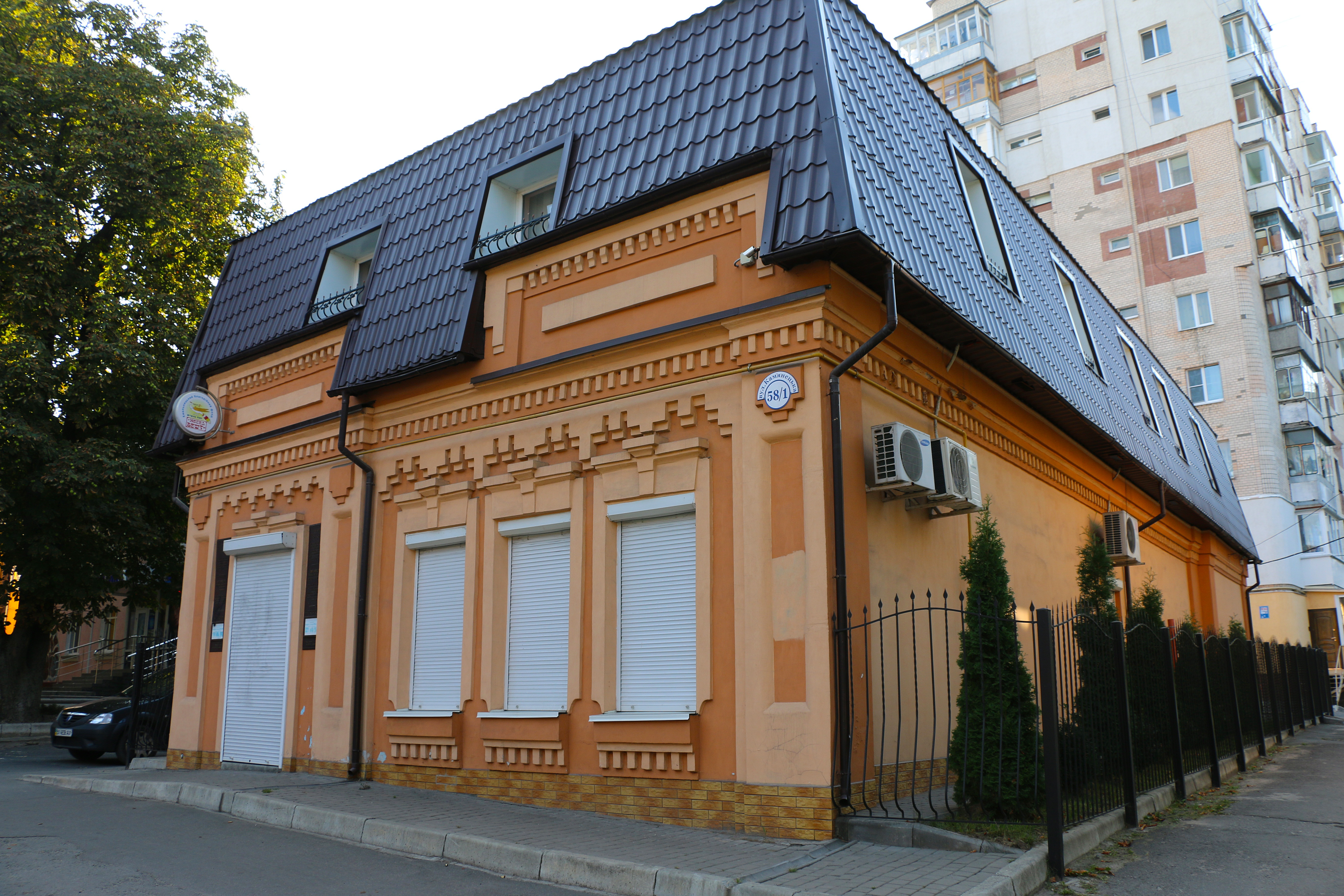
Будинок на вул. Кам'янецька, 58
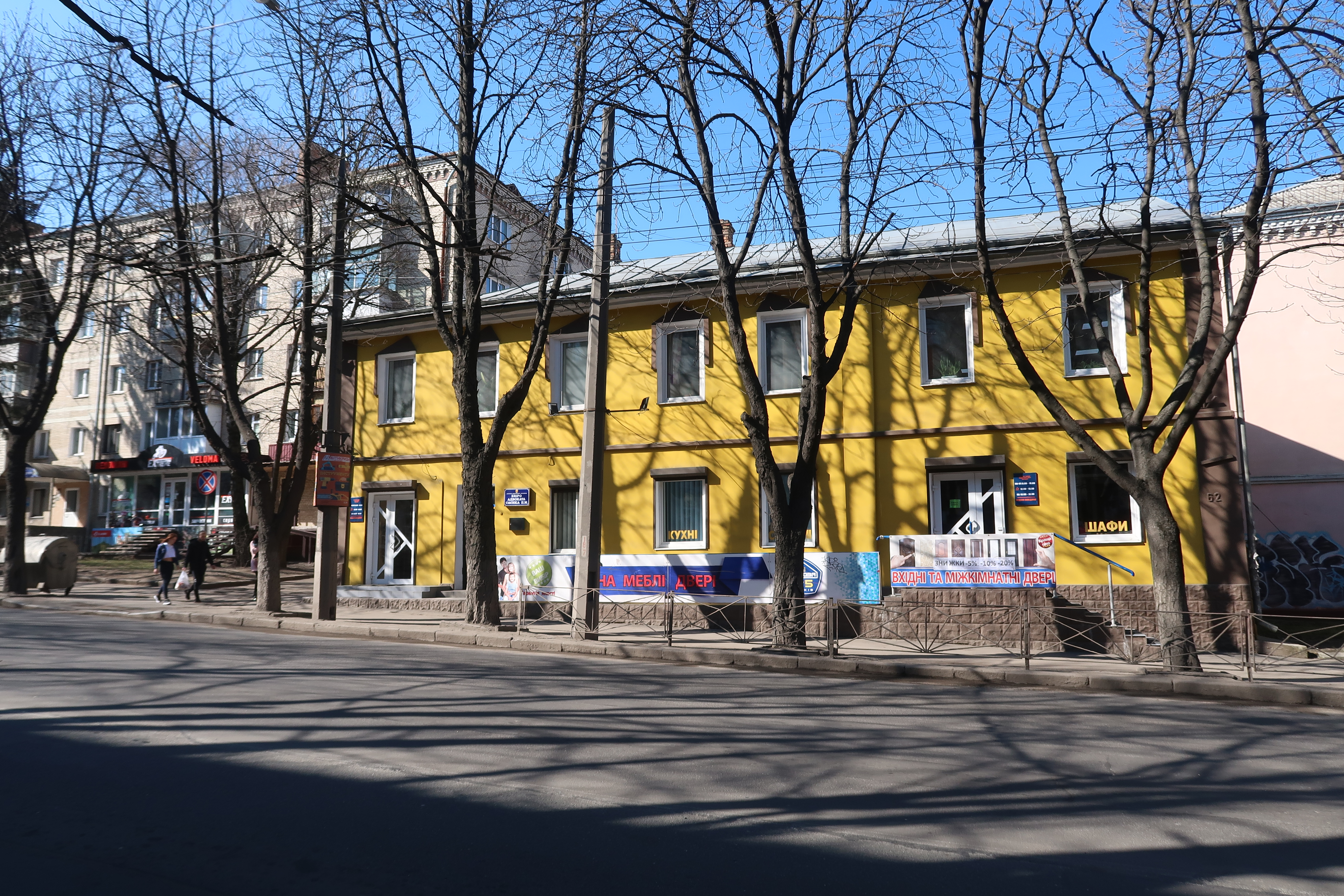
Будинок на вул. Кам'янецькій, 62
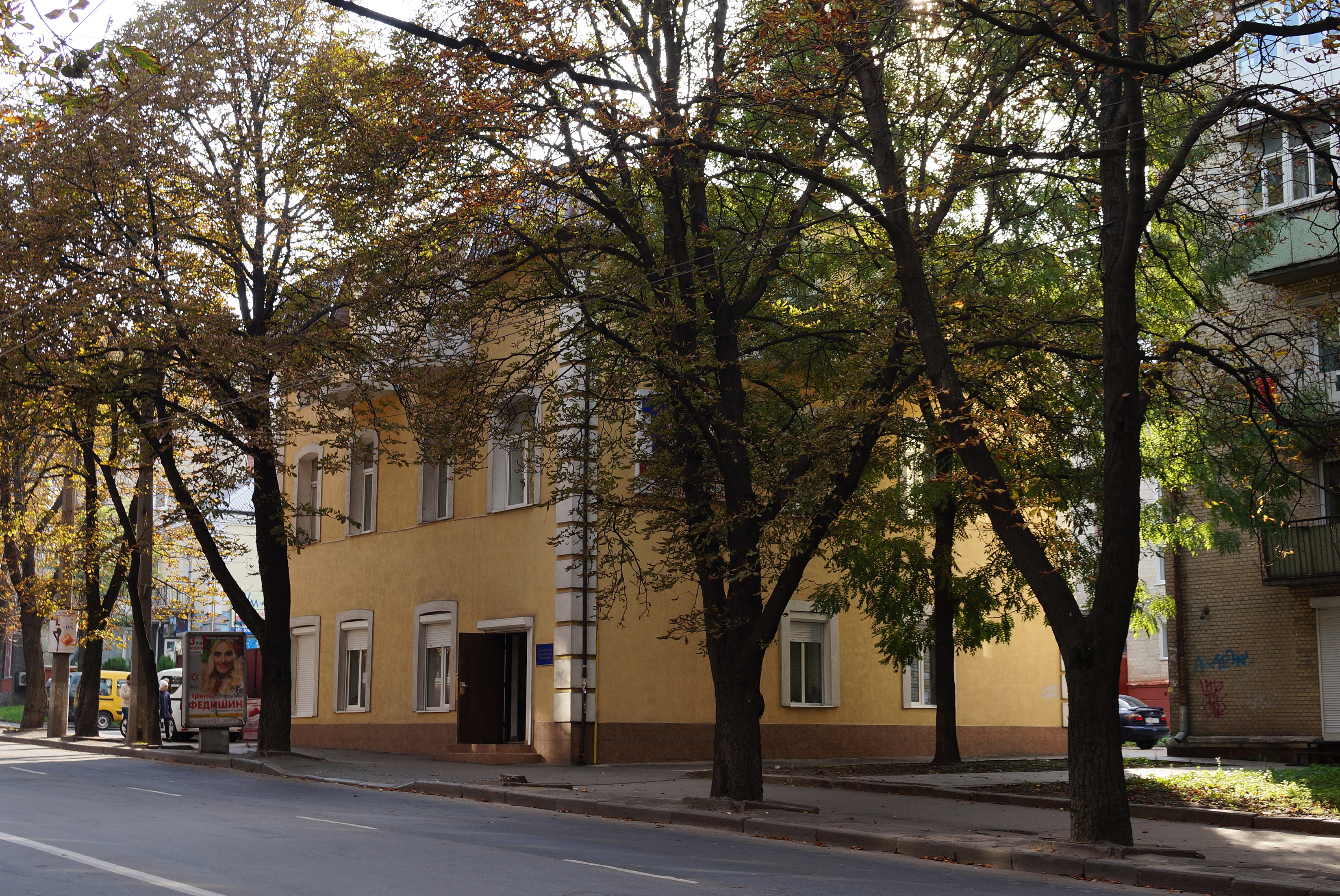
Будинок на вул. Кам'янецька, 66
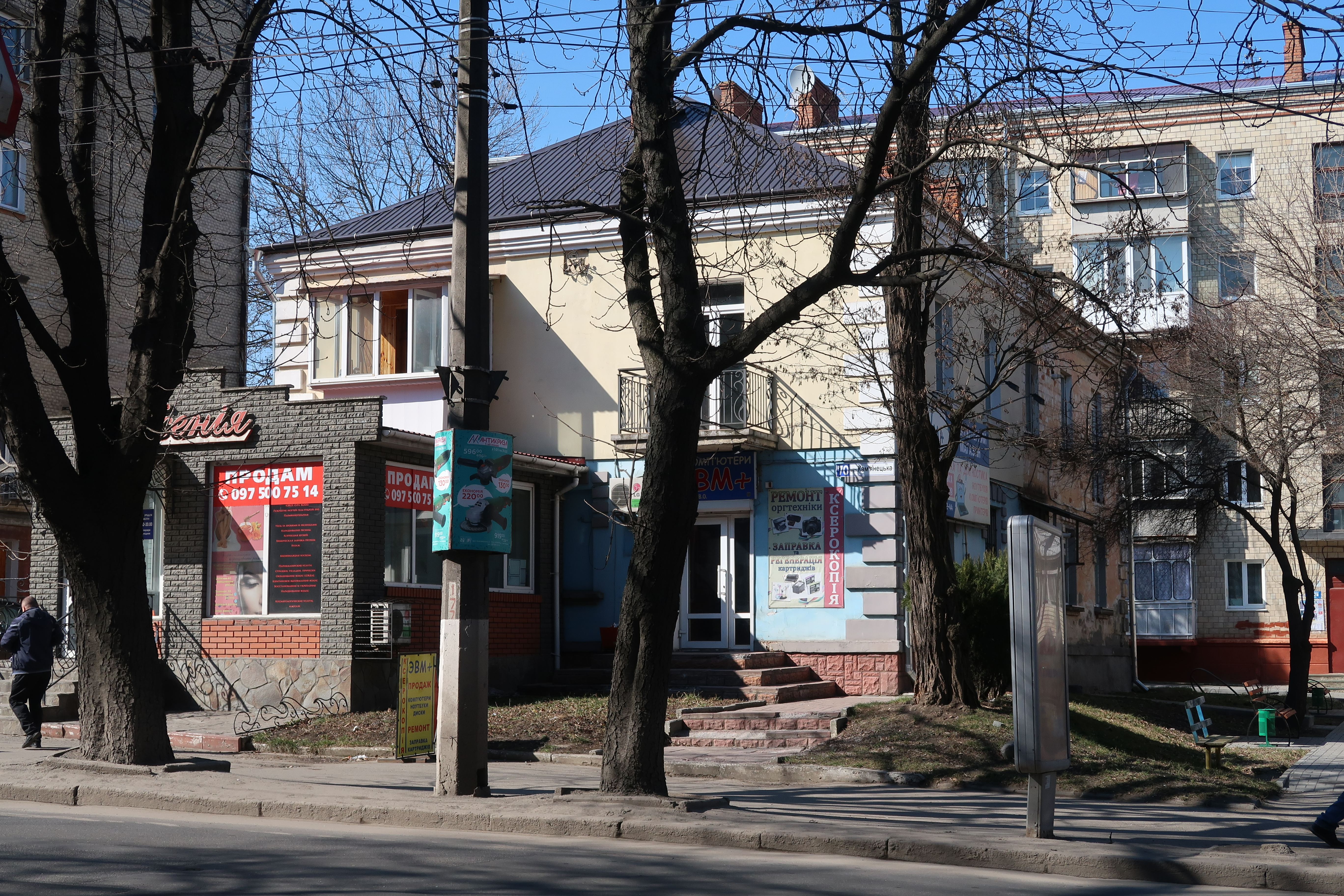
Будинок на вул. Кам'янецькій, 70
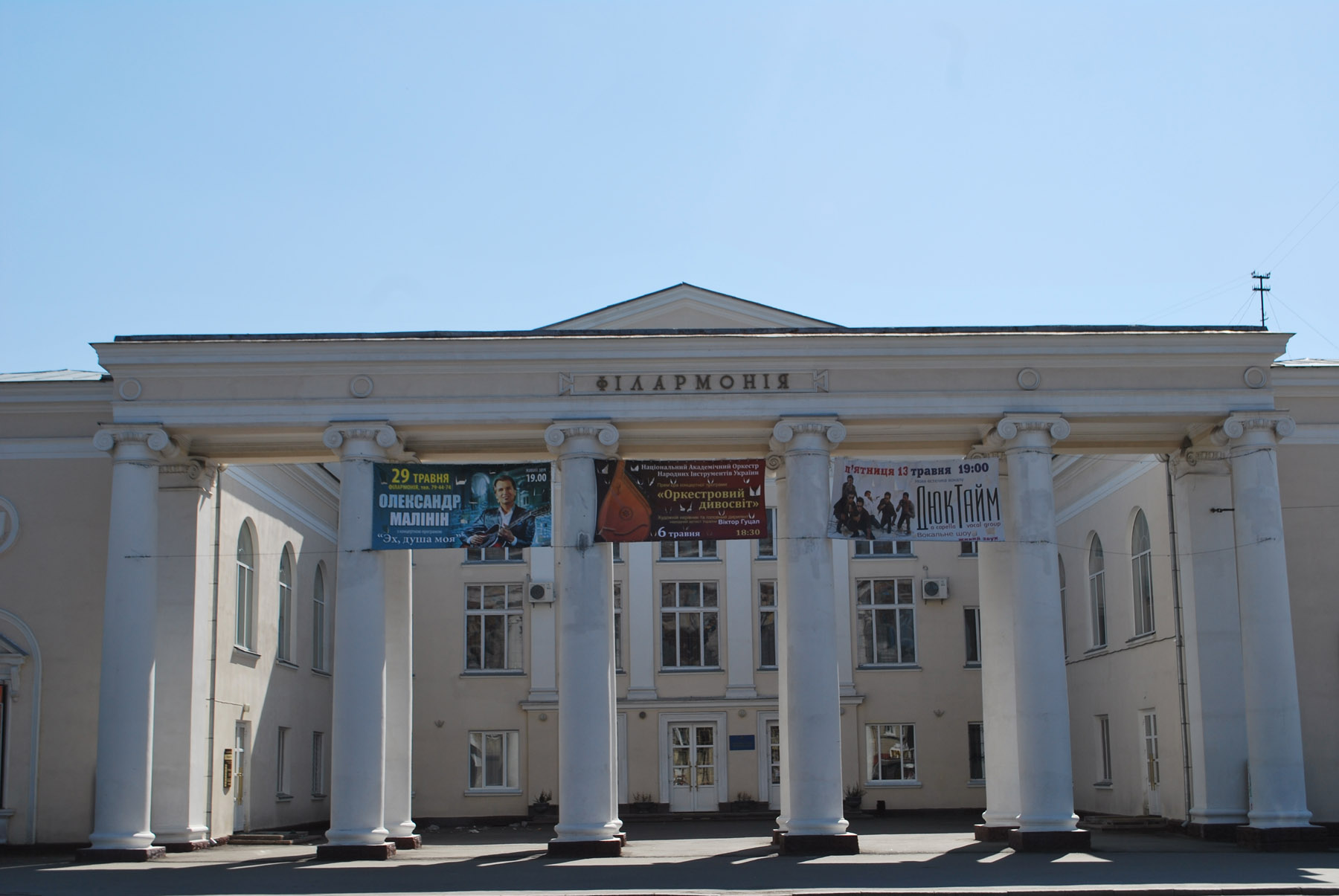
Філармонія на перехресті Кам'янецької та Героїв Маріуполя
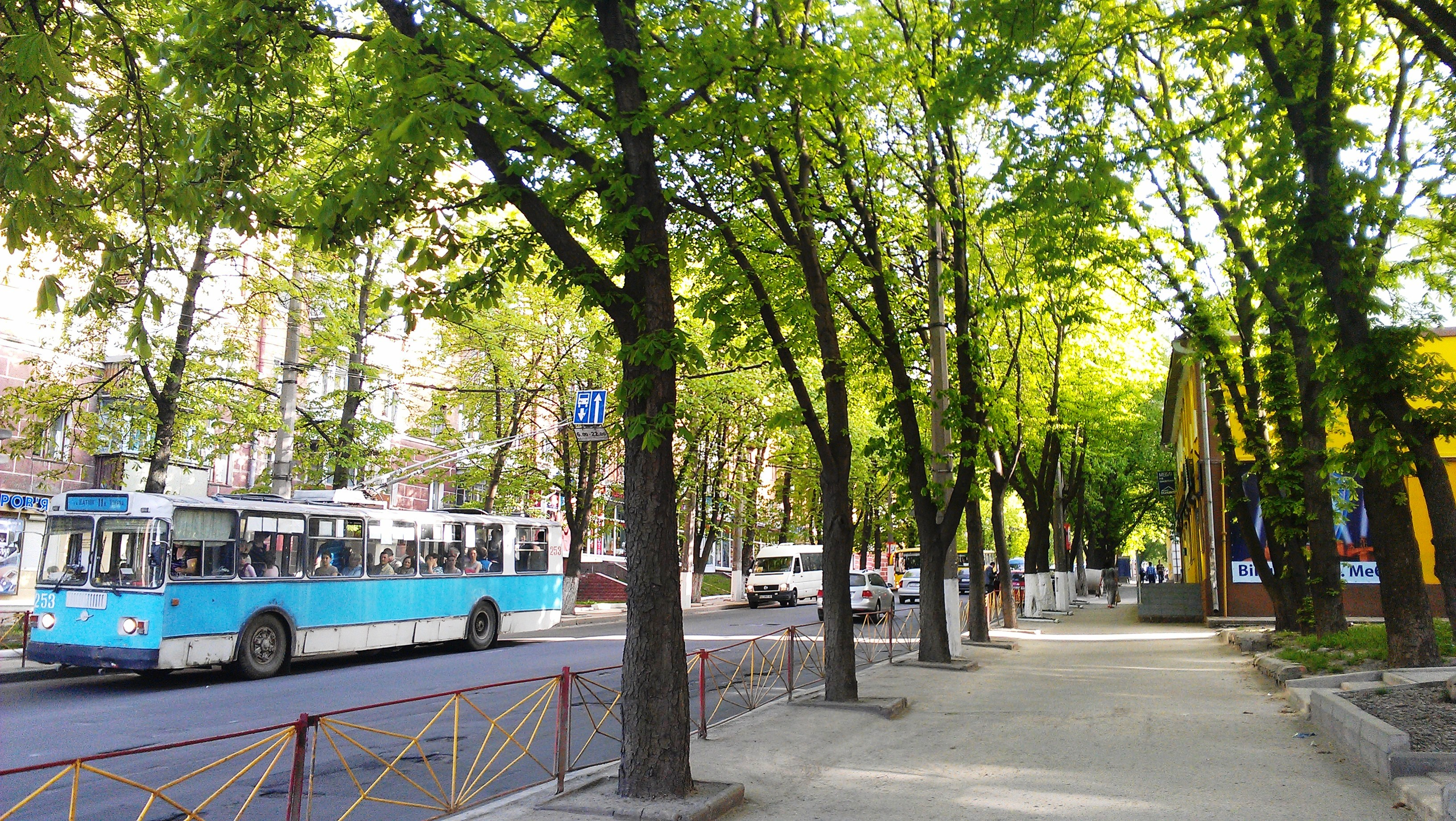
Вулиця Кам'янецька у центрі міста